# Клінкенберг (Гелдерланд)
Клінкенберг (нід. Klinkenberg) — селище в нідерландській провінції Гелдерланд. Входить до муніципалітету Бюрен. Перша згадка про селище датується 1845 роком.